# Gawriił Psomiadi
Gawriił Konstantinowicz Psomiadi, ros. Гавриил Константинович Псомиади, gr. Γάβρος Ψωμίδης (ur. 19 marca 1962, Kentau, Kazachska SRR, ZSRR) – radziecki piłkarz pochodzenia greckiego, grający na pozycji obrońcy. Na początku lat 90. XX powrócił do swojej historycznej ojczyzny.

## Kariera piłkarska
Wychowanek SDJuSSzOR Czornomoreć Odessa. Pierwszy trener Semen Altman. W 1978 roku rozpoczął karierę piłkarską w drużynie rezerw Czornomorca Odessa, a w 1983 debiutował w pierwszej drużynie. W 1985 został powołany do wojska, gdzie służył w wojskowym SKA Kijów. Latem 1986 po zwolnieniu z wojska powrócił do Czornomorca, ale już stracił miejsce w podstawowym składzie. Rozegrał tylko 1 mecz, dlatego latem 1987 odszedł do Nistru Kiszyniów. W 1988 został zaproszony do pierwszoligowego Kołosu Nikopol. W 1990 zakończył karierę piłkarską.

## Sukcesy i odznaczenia

### Sukcesy klubowe w piłce nożnej
- wicemistrz Drugiej Ligi ZSRR: 1987